# 시간 제한
시간 제한 또는 데드라인(deadline)은 목표나 작업을 끝마쳐야 하는 좁은 영역의 시간 또는 특정한 시점이다. 해당 시간이 경과하면 해당 항목(예: 작업 프로젝트나 학교 과제)은 기한이 지난 것으로 간주될 수 있다. 기한까지 완수하지 못한 과제나 프로젝트의 경우 직원의 성과 평가에 부정적인 영향을 줄 수 있다. 데드라인 이후 제출된 학교 과제, 에쎄이나 보고서의 경우 학생 과제에서 일부 점수가 공제될 수 있다.
프로젝트 관리에서 데드라인은 대부분 마일스톤과 연관된다.

## 용어의 기원
만기일(due date)이라는 의미에서 데드라인(deadline)이라는 용어가 미국 남북 전쟁 중 정치범 수용소의 용어 사용과 관련이 있을 수 있다는 간접적인 증거가 존재하는데, 당시 수감자가 총을 맞는 물리적인 경계선을 의미했다. 사실 이 용어는 19세기 말 인쇄물에 더 이상 발견되지 않았으나 1917년 다시 부상하기 시작했다.